# Олександрук Анастасія Геннадіївна
Анастасія Геннадіївна Олександрук (нар. 6 лютого 1987, Уральськ) — українська акторка.

## Життєпис
Анастасія Олександрук народилася у Казахстані. Коли їй виповнилося пять років, сім'я переїхала в Україну.
Після закінчення загальноосвітньої школи у 2004 році вступає до Київського національного університету театру, кіно та телебачення імені I. К. Карпенка-Карого, до майстерні Павла Дмировича Богдана, де навчалася за фахом — диктор та ведучий телепрограм. Одразу після закінчення ВИШу починає працювати на телебаченні на телеканалі Перший Діловий.
Вперше знялася у серіалі у 2011 році, а відомою стала після ролі Лілії Мохової в детективному серіалі «Виходьте без дзвінка», а також ролі Лєри Зубової у серіалі «Козирне місце».

## Фільмографія
| Рік  | Назва                           | Роль                      |
| ---- | ------------------------------- | ------------------------- |
| 2021 | Козирне місце                   | Лєра Зубова               |
| 2021 | 3+3                             | продавчиня                |
| 2021 | Ляльковий будиночок             | распорядниця весілля      |
| 2021 | Будинок за високим парканом     | распорядниця весілля      |
| 2021 | Моя улюблена страшко            | телеведуча                |
| 2021 | Некероване кохання              | Анастасія, секретарка     |
| 2021 | Коп з минулого 2                | Влада                     |
| 2021 | Виклик 2                        | Маргарита                 |
| 2021 | Штормова школа                  | шпигунка                  |
| 2021 | Виходьте без дзвінка 4          | Лілія Мохова              |
| 2021 | Слід 2                          | Катерина Сушевска         |
| 2021 | Розтин покаже 2                 | Анфіса Ляшенко            |
| 2020 | Пес 6                           | Фріда                     |
| 2020 | Виходьте без дзвінка 3          | Лілія Мохова              |
| 2020 | Згадати себе                    | покупчиня                 |
| 2020 | Слід                            | Катерина Руденко          |
| 2019 | Таємничі двері                  | адміністраторка ресторану |
| 2019 | Виходьте без дзвінка 2          | Лілія Мохова              |
| 2019 | Віражі долі                     | секретарка                |
| 2019 | Не смій мені казати: "Прощавай  | Лідія, дружина Ігоря      |
| 2019 | Іловайск 2014. Батальон Домбасс | ведуча теленовин          |
| 2018 | Марк+Наталка                    | медсестра                 |
| 2018 | Опер за викликом 2              | Єва                       |
| 2018 | Життя на межі                   | Ольга Гордеєва            |
| 2018 | Лікар Ковальчук                 | Ольга                     |